# Xenorhynchia orasus
Xenorhynchia orasus là một loài ruồi trong họ Tachinidae.